# Michael Mantler
 (mars 2023).
Michael Mantler, né le 10 août 1943 à Vienne, en Autriche, est un trompettiste et compositeur de jazz et de musique contemporaine.

## Biographie
Il est parti pour les États-Unis en 1962 pour faire des études de musique. Après ses premières activités dans l'avant-garde New-Yorkaise, en particulier avec Cecil Taylor et le Jazz Composer's Guild, il a établi le Jazz Composer's Orchestra Association, une société pour commander, présenter, et enregistrer des nouvelles compositions pour un orchestre de jazz.
Les problèmes de distribution des disques de l'orchestre l'ont amené à établir le New Music Distribution Service en 1972, une organisation qui a continué à aider beaucoup de compagnies indépendantes pendant presque 20 ans.
Finalement il a fondé sa compagnie WATT, qui comprenait un label de disques, un studio d'enregistrement, et une maison d'édition de musique. Il a fait fréquemment des tournées et des enregistrements avec le Carla Bley Band, ainsi qu'avec ses propres projets de performance.
Il a enregistré plusieurs disques avec divers artistes et instrumentations, en accentuant son travail davantage comme compositeur que comme chef d'un groupe. Il est rarement apparu "live", pour la plupart du temps il s'est concentré à composer et à enregistrer. Parmi ses disques, il a enregistré un album (Something There) avec les cordes du London Symphony Orchestra et des solistes, et plusieurs albums de chansons en utilisant les mots de Samuel Beckett (No Answer), de Harold Pinter (Silence) et d'Edward Gorey (The Hapless Child). Cet album fut d'ailleurs le premier à être enregistré aux nouveaux studios Britannia Row, qui appartenaient aux membres du groupe Pink Floyd à l'époque. Il servit donc de test pour l'avenir, et on retrouve sur ce disque Nick Mason à la batterie, qui joua sur cinq autres disques de Mantler, de The Hapless Child en 1976 à Concertos en 2008. Michael joua aussi avec Mason sur l'album Fictitious Sports qui sortit sous le nom de Nick Mason, mais qui fut entièrement composé par Carla Bley, l"épouse de Mantler.
Des commandes et performances avec des orchestres Européens ont suivi, en particulier à la Radiodiffusion Suédoise, la Radiodiffusion d'Allemagne du Nord et de l'Ouest, l'Opéra de Lille et la Radiodiffusion Danoise.
Son album de 1987 (Many Have No Speech), une collection de chansons en anglais, en allemand et en français, est basé sur la poésie de Samuel Beckett, d'Ernst Meister et de Philippe Soupault. Cette musique est écrite pour un orchestre de chambre, avec des solistes trompette et guitare, et pour les voix de Jack Bruce, Marianne Faithfull et Robert Wyatt.
Il a quitté les États-Unis en 1991 pour aller en Europe, ou il partage son temps entre le Danemark et la France.
Le Donau Festival en Autriche lui a demandé une nouvelle composition orchestrale, qui a eu sa première avec le Nö.Tonkünstlerorchester en juin 1991, dirigée par Michael Gibbs et avec la participation d'Andy Sheppard comme soliste. On lui a aussi commandé de nouveaux morceaux pour le Danish Radio Big Band et le Big Band de la Radiodiffusion d'Allemagne du Nord à Hambourg.
En 1992 Michael Mantler a enregistré un nouvel album avec le Quatuor Balanescu et avec d'autres musiciens, intitulé Folly Seeing All This, sorti sur ECM Records en mars 1993. Il comprend des compositions instrumentales et aussi une chanson sur le dernier poème de Samuel Beckett (What Is The Word), chantée par Jack Bruce.
Il a formé un groupe de musique de chambre pour présenter en concert son programme Chamber Music And Songs pendant 1993/4. Par la suite il a enregistré un nouvel album avec ce groupe et le Danish Radio Big Band (Cerco Un Paese Innocente, basé sur les textes de Giuseppe Ungaretti, le grand poète Italien, chanté par Mona Larsen), sorti sur ECM Records en septembre 1995. Cette composition a eu sa première en concert en janvier 1994 à Copenhague.
Il a écrit un opéra de chambre The School of Understanding (L'École de Sens), qui a eu sa première au Musée d'Art Moderne de Copenhague en août 1996, avec la participation de Jack Bruce, John Greaves, Don Preston, Robert Wyatt et d'autres. Un double compact disque est sorti, encore chez ECM, en novembre 1997 au moment d'une nouvelle prestation de l'opéra au Hebbel Théâtre à Berlin.
Son One Symphony, une commande du Hessischer Rundfunk, a eu sa première en novembre 1998 avec l’Orchestre Symphonique de Radio Francfort, sous la direction de Peter Rundel. L’enregistrement est sorti sur ECM en février  2000, avec quelques enregistrements des chansons fondées sur les textes de Ernst Meister, avec Mona Larsen et le Chamber Music and Songs Ensemble.
Hide and Seek, son dernier compact disque, une interprétation d’une pièce de théâtre de Paul Auster, pour orchestre de chambre  et les voix de Robert Wyatt et Susi Hyldgaard, est sorti en mars 2001 sur ECM.
La pièce était présentée comme spectacle, mis en scène par Rolf Heim (déjà collaborateur avec Mantler sur ”The School of Understanding”), avec 2 chanteurs (Per Jørgensen et Susi Hyldgaard), 2 danseurs, et 2 acteurs, à Copenhague en février 2001, suivi par une production au Hebbel Théâtre à Berlin en mars.
La première de son Concerto pour Marimba et Vibraphone (une demande du Pedro Carneiro, percussionniste Portugais), a eu lieu en mars 2005 avec l’Orchestre Symphonique
de Radio Francfort, sous la direction de Pascal Rophé.
En reconnaissance de son œuvre, plusieurs prix lui ont été décernés en Autriche : le Prix de l'État autrichien pour la Musique, le Prix Prandtauer de la cité de St. Pölten (sa ville d’enfance) et le Prix de la ville de Vienne pour la Musique.
En septembre 2006, Porgy & Bess à Vienne a présenté une série rétrospective de sa musique avec son Chamber Music and Songs Ensemble.
Son compact disque Review (enregistrements 1968 –2000) trace son chemin musical unique depuis plus que 30 ans d’enregistrements sur JCOA, WATT et ECM.
En novembre 2007, son projet Concertos a été présenté par le JazzFest Berlin, avec l’orchestre de chambre Kammerensemble Neue Musik Berlin sous la direction de Roland Kluttig. Un enregistrement des concertos avec les solistes Bjarne Roupé (guitare), Bob Rockwell (saxophone ténor), Pedro Carneiro (marimba et vibraphone), Roswell Rudd (trombone), Majella Stockhausen (piano), Nick Mason (percussion), et lui-même à la trompette est sorti en automne 2008.
En juin 2011, sort For Two chez ECM, une série de duos pour guitare (Bjarne Roupé) et piano (Per Salo).
De nouvelles œuvres sont commandées et interprétées par le Max Brand Ensemble, dirigé par Christoph Cech (Chamber Music Eight, Tage der Neuen Musik, Krems, Autriche, 2012) et par le Chaos Orchestra, dirigé par Arnaud Petit (Oiseaux de Guerre, avec la chanteuse Himiko Paganotti, Forum Blanc-Mesnil, France, 2014).
En septembre 2013, Porgy & Bess présente à Vienne le projet The Jazz Composer's Orchestra Update, avec le Nouvelle Cuisine Big Band, dirigé par Christoph Cech avec les solistes Michael Mantler (trompette), Harry Sokal et Wolfgang Puschnig (saxophones), Bjarne Roupé (guitare), David Helbock (piano) et le radio.string.quartet.vienna. Le programme comprend aussi bien une refonte complète des pièces de l'album original de 1968, que des œuvres plus anciennes jamais jouées ni enregistrées. À l'automne 2014, une sélection d'enregistrements de concerts est publiée par ECM Records.
En 2015/16, le projet est présenté plusieurs fois en concert : au Moers Festival et North Sea Jazz Festival Rotterdam (avec le Nouvelle Cuisine Big Band), au Jazzfestival Francfort (avec le hr-Bigband) et au Lisbonne Jazz Festival (avec l'Orquestra Jazz de Matosinhos).
Comment c'est, un cycle de chansons pour voix de femme et orchestre de chambre (avec la chanteuse française Himiko Paganotti et le Max Brand Ensemble) est sorti chez ECM Records en novembre 2017. Sa création a eu lieu au Porgy & Bess de Vienne en septembre 2016.
Quant à son prochain projet, il a continué à travailler sur de nouvelles interprétations orchestrales d'œuvres plus anciennes. La matière a été soigneusement sélectionnée, actualisant ainsi différents morceaux qui lui étaient particulièrement chers et auxquels il souhaitait donner une nouvelle (autre) vie. Le résultat a consisté en une série de suites (HideSeek, Alien, Cerco, Folly,TwoThirteen) pour un plus grand orchestre, dirigé par Christoph Cech, et présentées en septembre 2019 au Porgy & Bess de Vienne lors de trois concerts. Ces nouvelles œuvres ont également été enregistrées pour un CD (Coda - Orchestra Suites), sorti chez ECM en juillet 2021.
Les compositions de son album Concertos ont été jouées en septembre 2021 à Vienne et à nouveau à Graz lors du Big Band Bang Festival en 2022, avec le Janus Ensemble et des solistes, dirigées par Christoph Cech.
Songs pour clarinette basse (Gareth Davis) et trompette solistes, ensemble vocal, de cuivres et percussions, avec des textes de Samuel Beckett, Ernst Meister, Giuseppe Ungaretti et Michael Mantler, ont été créées en octobre 2022 lors du festival Jazz Goes to Town à Hradec Králové au République tchèque, suivi d'une autre représentation au Porgy & Bess à Vienne.
Le New Songs Ensemble, composé de John Greaves (voix), Annie Barbazza (voix), Michael Mantler (trompette), Gareth Davis (clarinette basse), Bjarne Roupé (guitare), David Helbock (piano) et le radio.string.quartet - Bernie Mallinger (violon), Igmar Jenner (violon), Cynthia Liao (alto), Sophie Abraham (violoncelle) - ont interprété de nouvelles versions des mêmes chansons au Porgy & Bess en septembre 2023. À cette occasion, Mantler a reçu la Croix d'honneur autrichienne pour la science et l'art, première classe.

## Discographie

### Comme compositeur ou leader
- 1966 : Communication (Fontana) — Jazz Composer's Orchestra
- 1966 : Jazz Realities (Fontana) — avec Steve Lacy and Carla Bley
- 1968 : The Jazz Composer's Orchestra (JCOA/ECM) — avec Cecil Taylor, Don Cherry, Pharoah Sanders, Larry Coryell, Roswell Rudd, et Gato Barbieri
- 1974 : No Answer (Watt/ECM) — avec Don Cherry, Jack Bruce, Carla Bley; textes de Samuel Beckett
- 1975 : 13 (Watt/ECM) — for two orchestras and piano
- 1976 : The Hapless Child (Watt/ECM)  — avec Robert Wyatt, Terje Rypdal, Jack DeJohnette, Carla Bley; textes de Edward Gorey
- 1977 : Silence (Watt/ECM) — avec Robert Wyatt, Kevin Coyne, Chris Spedding; textes de Harold Pinter
- 1978 : Movies (Watt/ECM) — avec Larry Coryell, Steve Swallow, et Tony Williams
- 1980 : More Movies (Watt/ECM) — avec Philippe Catherine, Steve Swallow, et Gary Windo
- 1983 : Something There (Watt/ECM) — avec Nick Mason, Mike Stern, Mike Gibbs, et The London Symphony Orchestra strings
- 1985 : Alien (Watt/ECM) — avec Don Preston
- 1987 : Live  (Watt/ECM) — avec Jack Bruce, Rick Fenn, Don Preston, et Nick Mason
- 1988 : Many Have No Speech (Watt/ECM) — avec Jack Bruce, Marianne Faithfull, Robert Wyatt, Rick Fenn, le Danish Radio Concert Orchestra; textes de Samuel Beckett, Ernst Meister, et Philippe Soupault
- 1990 : The Watt Works Family Album (WATT/ECM) — sampler
- 1993 : Folly Seeing All This (ECM) — avec le Balanescu String Quartet, Rick Fenn, Jack et Bruce; textes de Samuel Beckett
- 1995 : Cerco un paese innocente (ECM) — avec Mona Larsen, Chamber Ensemble, et le Danish Radio Big Band; texted de Giuseppe Ungaretti
- 1997 : The School of Understanding (opera) (ECM) — avec Jack Bruce, Mona Larsen, Susi Hyldgaard, John Greaves, Don Preston, Karen Mantler, Per Jørgensen, Robert Wyatt, ensemble de chambre, le corded du Danish Radio Concert Orchestra, dirigé par Giordano Bellincampi; textes de Michael Mantler
- 2000 : Songs and One Symphony (ECM) — avec Mona Larsen, ensemble de chambre, et le Radio Symphony Orchestra Frankfurt, dirigé par Peter Rundel; textes de Ernst Meister
- 2001 : Hide and Seek (ECM) — avec Robert Wyatt, Susi Hyldgaard, ensemble de chambre; textes de Paul Auster
- 2006 : Review (ECM) — recordings 1968 - 2000
- 2008 : Concertos (ECM) — avec Michael Mantler, Bjarne Roupé, Bob Rockwell, Pedro Carneiro, Roswell Rudd, Majella Stockhausen, Nick Mason, Kammerensemble Neue Musik Berlin, dirigé par Roland Kluttig.
- 2011 : For Two (ECM) — avec Bjarne Roupé et Per Salo
- 2014 : The Jazz Composer's Orchestra Update (ECM) — avec Michael Mantler, Bjarne Roupé, Harry Sokal, Wolfgang Puschnig, David Helbock, radio.string.quartet.vienna, Nouvelle Cuisine Big Band, dirigé par Christoph Cech
- 2017 : Comment c'est (ECM) — avec Michael Mantler, Himiko Paganotti, Max Brand Ensemble, dirigé par Christoph Cech ; textes de Michael Mantler
- 2021 : Coda - Orchestra Suites (ECM) — avec Michael Mantler, Bjarne Roupé, David Helbock, orchestre dirigé par Christoph Cech

### Avec Carla Bley
- 1972 : Escalator over the Hill (JCOA/ECM)
- 1974 : Tropic Appetites (Watt/ECM)
- 1976 : The Hapless Child (Watt/ECM)
- 1977 : Dinner Music (Watt/ECM)
- 1978 : European Tour 1977 (Watt/ECM)
- 1979 : Musique Mecanique (Watt/ECM)
- 1981 : Social Studies (Watt/ECM)
- 1981 : Amarcord Nino Rota (Hannibal) — various artists
- 1982 : Live! (Watt/ECM)
- 1983 : Mortelle randonnée (Polygram), bande originale du film de Claude Miller
- 1984 : I Hate to Sing (Watt/ECM)
- 1984 : Heavy Heart (Watt/ECM)
- 1984 : That's the Way That I Feel Now (A&M) — various artists

### Avec d'autres musiciens
- 1969 : A Genuine Tong Funeral (RCA) — Gary Burton
- 1970 : Liberation Music Orchestra  (Impulse) — Charlie Haden
- 1976 : Kew Rhone (Virgin) — John Greaves
- 1981 : Fictitious Sports (Harvest) — Nick Mason
- 1983 : The Ballad of the Fallen  (ECM) — Charlie Haden

## Honneurs
- 2007 : Prix de la ville de Vienne pour la musique